# Dagsbourg
Dagsburg är en slottsruin tillhörande slotten Les Trois Châteaux i närheten av staden Husseren-les-Châteaux, Eguisheim, i Alsace, Frankrike, drygt åtta kilometer från Colmar.